# Пак Ён Гюн
Пак Ён Гюн (кор. 박영균; род. 16 августа 1967, Сеул) — южнокорейский боксёр, представитель легчайшей и полулёгкой весовых категорий. Выступал на профессиональном уровне в период 1986—1995 годов, владел титулом чемпиона мира по версии Всемирной боксёрской ассоциации (WBA).

## Биография
Пак Ён Гюн родился 16 августа 1967 года в Сеуле, Южная Корея.
Дебютировал в боксе на профессиональном уровне в декабре 1986 года, выиграв в течение двух недель пять поединков. Долгое время не знал поражений, хотя выступал исключительно на домашнем ринге, и уровень его оппозиции был не очень высоким.
В 1988 году завоевал титул чемпиона Южной Кореи в легчайшей весовой категории, однако при первой же защите уступил по очкам непобеждённому соотечественнику Чхве Дже Вону (10-0), потерпев тем самым первое в карьере поражение.
Несмотря на проигрыш, Пак продолжил активно выходить на ринг, в 1989 году стал чемпионом страны в полулёгком весе, тогда как в 1990 году заполучил титул чемпиона Восточной и тихоокеанской боксёрской федерации (OPBF), который впоследствии защитил дважды.
Благодаря череде удачных выступлений в 1991 году удостоился права оспорить титул чемпиона мира в полулёгкой весовой категории по версии Всемирной боксёрской ассоциации (WBA), принадлежавший на тот момент венесуэльцу Антонио Эспаррагосе (30-1-4). Противостояние между ними продлилось все отведённые 12 раундов, в итоге судьи единогласным решением отдали победу Паку. Победа в этом бою также принесла корейскому боксёру статус линейного чемпиона мира в полулёгком весе.
Полученный титул Пак Ён Гюн сумел защитить восемь раз, выиграв у многих сильнейших представителей своего дивизиона. Лишился чемпионского титула в рамках девятой защиты в декабре 1993 года, когда в матче-реванше уступил раздельным судейским решением венесуэльцу Элою Рохасу (26-1-1).
В мае 1995 года состоялся третий поединок между Паком и Рохасом, и вновь было раздельное решение в пользу Рохаса — на этом поражении корейский боксёр принял решение завершить спортивную карьеру. В общей сложности провёл на профи-ринге 32 боя, из них 28 выиграл (в том числе 16 досрочно), 3 проиграл, тогда как в одном случае была зафиксирована ничья.